# ساوتسین
ساوتسین (به آلمانی: Sauzin) یک شهر در آلمان است که در فرپومرن-گرایفسوالد واقع شده‌است. ساوتسین ۴۴۰ نفر جمعیت دارد.